# Pierantonio Serassi
L'abbé Pierantonio Serassi (né le 17 février 1721 à Bergame et mort le 19 février 1791) est un érudit italien du XVIIIe siècle. Né à Bergame dans une famille de facteurs d'orgues, il enseigne les belles-lettres dans sa ville natale, puis part à Rome où il devient secrétaire du cardinal Giuseppe Alessandro Furietti de 1759 à 1763, et du cardinal Ludovico Calini de 1766 à 1778. Il est nommé en 1763 vice-secrétaire de la Congrégation pour la propagation de la foi et meurt à Rome en 1791. Il était membre de l’Accademia dei Trasformati de Milan, et a été de ceux qui restaurèrent l’Accademia degli Eccitati de Bergame. Ayant réuni de vastes matériaux pour une histoire littéraire, il a laissé des biographies du Tasse (1785) et de son père Bernardo, d'Ange Politien, de Dante, de Bembo, de Pétrarque, de Jacopo Mazzoni (1790).

## Biographie
Pierantonio Serassi naquit en 1721 à Bergame, ou il commença ses études, qu’il alla terminer à Milan. S’étant voué à l’état ecclésiastique, il fréquenta les écoles des Jésuites ; et les talents qu’il y développa lui firent ouvrir les portes de l’Accademia dei Trasformati, où il eut occasion de connaître les meilleurs littérateurs de son temps. De retour dans sa patrie, il y obtint une chaire de belles-lettres, et fut nommé secrétaire-perpétuel de l’Accademia degli Eccitati, qu’il avait contribué à réorganiser. Satisfait de ces emplois, il se serait borné à en remplir les devoirs, si son compatriote Giuseppe Alessandro Furietti, qui fut ensuite élevé au cardinalat, ne l’avait engagé à se rendre à Rome, où il arriva vers la fin de 1754. Il y administra le collège Ceresoli, et lorsque cet établissement s’écroula, il fut appelé, en qualité secrétaire, auprès de son ancien protecteur Furietti, et des cardinaux Ludovico Calini et Giuseppe Spinelli, ses admirateurs. Ce dernier, qui était aussi préfet de la Congrégation pour la propagation de la foi, lui accorda une place dans les bureaux de cette congregation. Ces soins n’interrompirent point les études de Serassi, qui continua ses recherches sur la langue et la littérature italiennes. Ce fut vers cette époque qu’il fit paraitre la Vie du Tasse, regardée comme son meilleur ouvrage, et qui est moins une biographie que le tableau historique et littéraire du seizième siècle, en Italie. Plein de zèle pour la gloire de son pays, il avait surveillé la réimpression de plusieurs auteurs de sa ville natale, de laquelle il préparait une Histoire littéraire. La plupart des matériaux étaient rassemblés, et il avait déjà obtenu la permission de se retirer à Bergame pour se livrer à ce travail, lorsqu’il mourut à Rome, le 19 février 1791.

## Œuvres
- Parere intorno alla patria di Bernardo Tasso e di Torquato suo figliuolo, Bergame, 1742, in-8° ; réimpr. dans le 3e vol. des Lettres de Bernardo Tasso, Padoue, 1751, in-8°.
- Vita di Pietro Spino, con alcune lettere dello stesso, dans le tome XXXI de la Raccolta de Calogerà.
- Vita del P. Giampietro Maffei. L’auteur l’écrivit d’abord en latin, pour la joindre à l’édition originale des ouvrages de ce savant jésuite, Bergame, 1747, 2 vol. in-4°. Il en donna ensuite une Traduction italienne, qui fut placée en tête des Storie dell’Indie Orientali du même Maffei, traduit du latin par Francesco Serdonati, ibid., 1749, 2 vol. in-4°.
- Vita di Francesco Maria Molza, en tête de ses Rimes, ibid., 1747 et 1754, 3 vol. in-8°. Cette édition contient plusieurs pièces inédites entre autres le Discours de Molza, contre Lorenzino de Médicis.
- Vita di Angelo Poliziano premessa alle sue stanze, ib., 1747, et Padoue, 1751 et 1765, in-8°.
- Vita di Bernardo Cappello, premessa alle sue rime, Bergame, 1748 et 1753, in-8°.
- Vita di Bernardo Tasso, premessa alle sue rime, ibid., 1749, 2 vol. in-12, et réimprimé avec l’Amadigi, ibid., 1755, 4 vol. in-12.
- Dissertazione sopra Prudente grammatico, dans le tome XLI de la Raccolta de Calogerà, et Parme, Bodoni, 1787, in-8°. Ce Prudent, d’après l’auteur, était un grammairien qui avait enseigné publiquement à Bergame, du temps d’Auguste.
- Vita di Pietro Bembo, premessa alle sue rime, Bergame, 1753, in-8°.
- Vita di Domenico Veniero, premessa alle sue rime, ibid., 1751, in-8°.
- Vita di Dante, premessa alla Divina Commedia, ibid., 1752, in-12.
- Vita del Petrarca, premessa alle sue rime, ibid., 1753, in-12.
- Vita del conte Baldassare Castiglione, unita alle sue opere, Padoue, 1766, in-4°. Serassi a donné aussi une belle édition des Poésies latines et italiennes de Baldassare Castiglione, Rome, 1760, in-12, et une autre, non moins estimée, des Lettres du même auteur, Padoue, 1769 et 1771, 2 vol. in-4°.
- Vita Basilii Zanchi, en tête de ses Poésies latines, augmentée d’un nouveau livre, Bergame, 1747, in-8°.
- Vita di Torquato Tasso, Rome, 1785, in-4°, et Bergame, 1790, 2 vol. in-4°, avec des corrections et des additions. Ce fut pour cet ouvrage que la ville de Bergame fit frapper une médaille en l’honneur de Serassi, avec cette légende : Propagatori patriæ laudis.
- Vita di Jacopo Mazzoni, Rome, 1790, in-4°, écrite à la demande de Pie VI, auquel elle fut dédiée
- Elogio del cardinal Furietti, dans l’article XV du Giornale di Roma.
- Ragionamento sopra la controversia del Tasso e dell’Ariosto, Parme, Bodoni, 1791, in-fol.

Serassi a surveillé les éditions suivantes, qui sont très-recherchées en Italie :
- Luigi Alamanni, l’Avarchide, Bergame, 1761, 2 vol. in-12.
- Le même, Girone il Cortese, 1757, 2 vol. in-12.
- Pietro Bembo, Rime, ibid., 1745, in-8°.
- Le Tasse, Aminta, Parme, Bodoni, 1789, in-4°.
- Poesie di alcuni antichi rimatori Toscani, Rome, 1774, in-8°. Ces poètes sont : Guido Cavalcanti, Cino da Pistoia, Pier della Vigna, Ser Lapo Gianni, Bonagiunta Orbicciani, et maestro Rinuccino.
- Poesie del magnifico Lorenzo de’ Medici, Bergame, 1760 et 1763, in-8°.
- Lettere di Annibal Caro, scritte a nome del cardinal Farnese, Padoue, 1760, 3 vol. in-8°.
- Carmina quinque illustrium poetarum, 1753, in-8°. Il a en richi ce Recueil de Notices sur ces auteurs (Bembo, Navagero, Castiglione, Casa et Politien) ; d’un Essai sur le caractère de leurs poésies, de cinq Églogues de l’Amalteo, et quelques nouvelles Pièces de Sadolet, de Marc-Antoine Flaminio et de Lampridius.

Parmi ses ouvrages inédits on cite :
- Trattato sopra Vestali.
- Vita del cardinal Guglielmo Longo.
- Discorso sopra i baccanali degli antichi.
- Il Canzoniero et l’Epistolario.
- Raccolta degli epitaffi de’ letterati sepolti in Roma.
- La Gerusalemme liberata, ridotta alla sua vera lezione.
- Vita di Jacopo Mazzocchi, celebre stampatore dell’accademia Romana, nel secolo XVI.
- Prose italiane e latine.

Serassi avait rassemblé une collection précieuse des éditions du Tasse et d’un grand nombre de ses autographes ; tout cela fut dispersé après sa mort.